# St. Konrad (Langenenslingen)

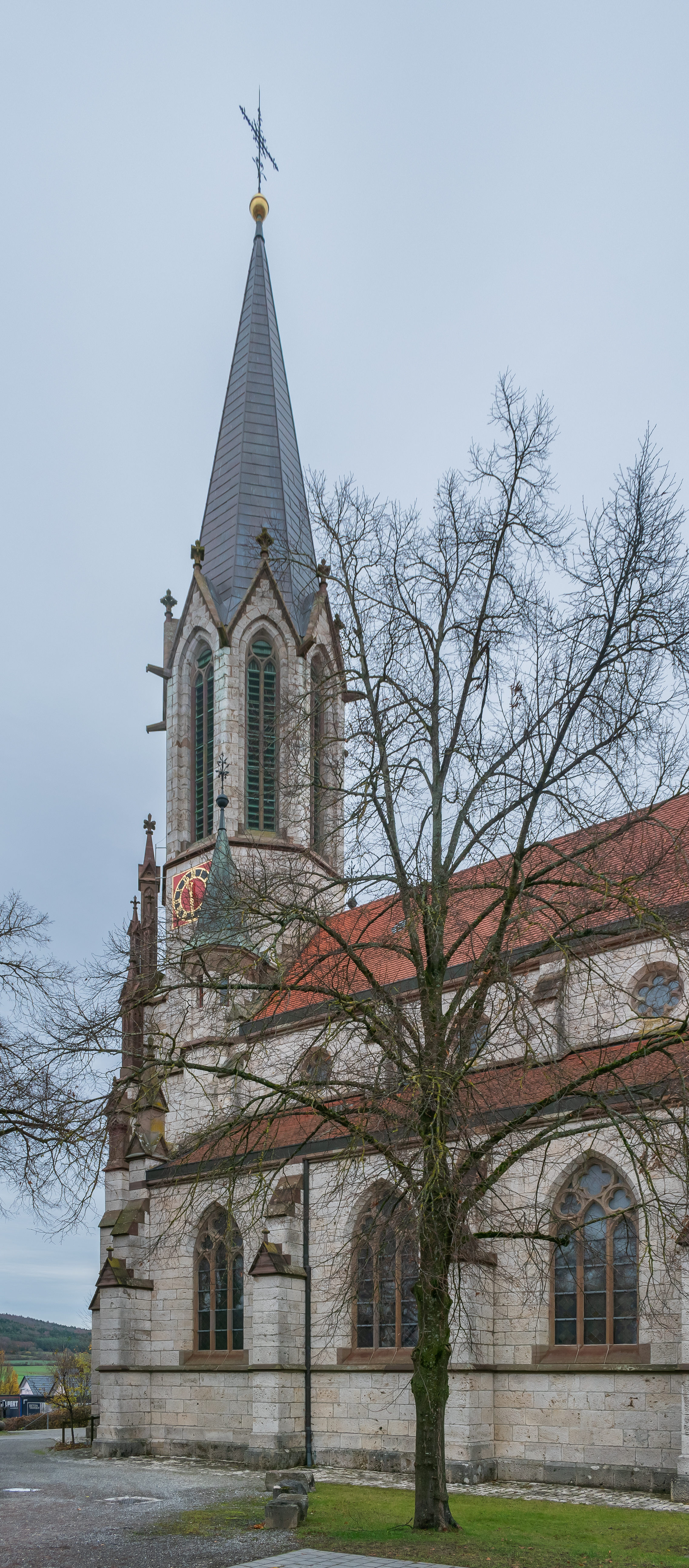
St. Konrad in Langenenslingen

Die römisch-katholische Pfarrkirche St. Konrad steht in Langenenslingen, einer Gemeinde im Landkreis Biberach in Baden-Württemberg. Die Kirchengemeinde gehört zur Diözese Rottenburg-Stuttgart und ist nach dem heiligen Konrad von Konstanz benannt. Das Bauwerk ist beim Landesamt für Denkmalpflege Baden-Württemberg als Baudenkmal eingetragen.

## Beschreibung

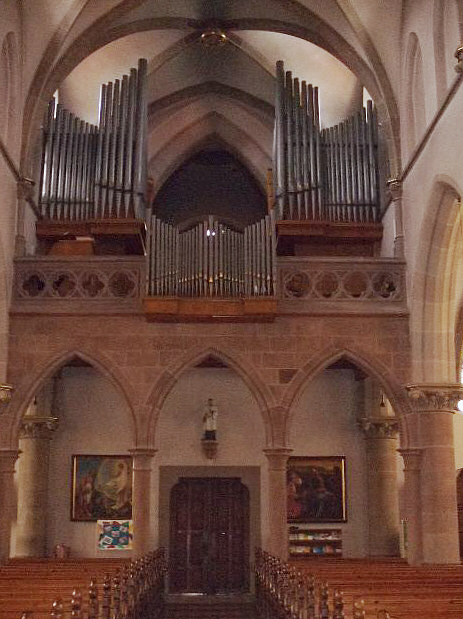
Orgel

Die neugotische Basilika aus Quadermauerwerk wurde 1889–93 nach einem Entwurf von Wilhelm Friedrich Laur erbaut. Ihr Langhaus besteht aus einem Mittelschiff und zwei Seitenschiffen. Der 64 Meter hohe Kirchturm im Norden wird beidseitig von Treppentürmen flankiert. Der Chor im Süden hat einen Fünfachtelschluss. 
Ein Teil der Kirchenausstattung wurde vom Vorgängerbau, der Sankt-Mauritius-Kirche, übernommen. Hierzu zählen eine Pietà und ein Kruzifix, das um 1750 von Johann Joseph Christian gestaltet wurde. 
Die Orgel auf der Empore im hinteren Teil der Kirche wurde 1961 von den Gebr. Späth Orgelbau gebaut. Sie verfügt über 32 Register auf drei Manualen und Pedal.
Im Kirchturm befindet sich ein fünfstimmiges Glockengeläut, das auf die Schlagtöne cis′ – e′ – fis′ – gis′ – h′ gestimmt ist. Die kleinste Glocke aus dem Jahr 1919 der Glockengießerei Ulrich aus Apolda entging der Beschlagnahme zu Rüstungszwecken während des Zweiten Weltkriegs, die anderen vier Glocken wurden im Jahr 1950 von der Glockengießerei Grüninger in Straß bei Neu-Ulm gegossen.